# Церковь Обращения Святого Павла (Краков)

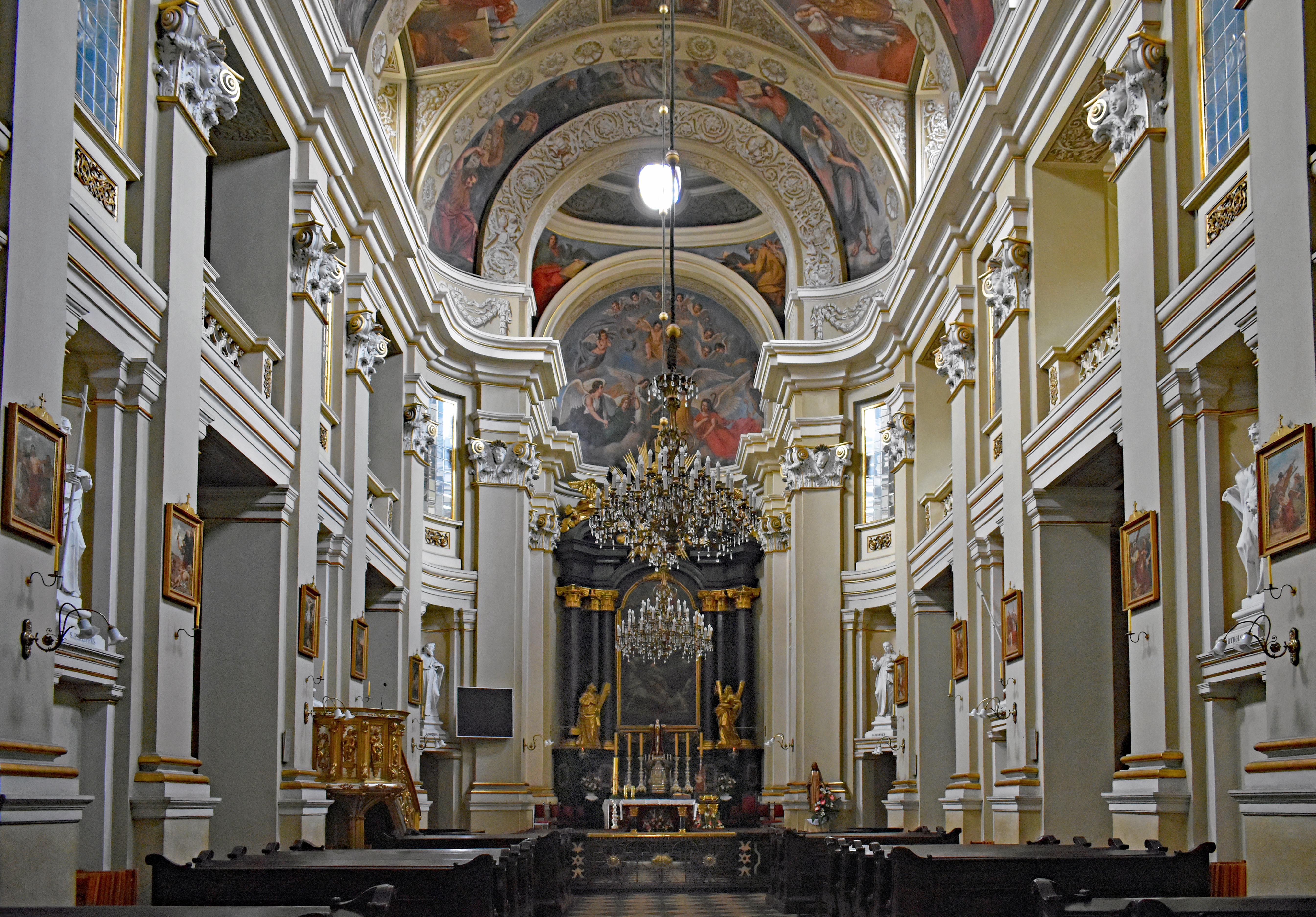
Внутренний интерьер

Церковь Обращения Апостола Павла (пол. Kościół Nawrócenia św. Pawła) — католическая церковь, находящаяся нас улице Страдомской, 4 в Кракове, Польша. Храм внесён в реестр охраняемых памятников Малопольского воеводства.
Церковь принадлежит монашескому ордену лазаристов, которые прибыли в Краков в 1682 году по приглашению краковского епископа Яна Малаховского. Лазаристы основали в Кракове свой монастырь. В 1693 году началось строительство церкви Обращения святого апостола Павла. В 1693 году был освящён краеугольный камень. Строительство современного храма в позднем барочном стиле по проекту польского архитектора Каспера Бажанки началось в 1719 году и закончилось в 1928 году. В 1732 году состоялось освящение храма, которое совершил краковский вспомогательный епископ Михал Куницкий.
Фасад церкви возведён из блоков песчаника с известковыми декоративными элементами. Главный алтарь из дембницкого чёрного мрамора с фигурами апостолов Петра и Андрея на консолях установлен в 1762 году. В алтарной части размещена икона Обращения святого апостола Павла авторства Тадеуша Кунтце, которая была написана в 1756 году. Дарохранительница датируется 1733 годом.
Внутренние стены расписаны Каспером Бажанкой в технике тромплёя. В одной из боковых часовен находится икона архангела Михаила авторства польского художника Лукаша Орловского, написанная в 1746 году.
В нишах главного нефа располагаются деревянные барочные фигуры двенадцати апостолов авторства Антония Фронцкевича. Этот же резчик по дереву соорудил деревянный алтарь святого Казимира, установленный в одной из боковых часовен в 1738 году. В этой часовне находится икона святого Казимира, написанная в 1868 году польским художником Валери Элиаш-Радзиковским, который ранее в 1866 году по просьбе лазаристов написал икону Пресвятой Девы Марии Скорбящей, которая сегодня располагается около дарохранительницы.
В 1862—1864 годах потолок был расписан полихромией группой художников под руководством Изидора Яблонского. В составе художественной этой были также Александр Котсис и Валерии Элиаш-Радзиковский.
15 января 1991 года церковь Преображения Господня была внесена в реестр охраняемых памятников Малопольского воеводства (№ А-870).